# Szép Magelona
A Szép Magelona (vagy Magelona históriája) magyarra fordított középkori lovagregény (lovagromán), mely 1676-ban Lőcsén jelent meg. 
Teljes címe: Kedves és nyájas Historia Szep Magyelonarol Neapolis királynak leányáról és edgy Peter nevü Vitézröl...e Frantzia nyelvből Német nyelvre meg-fordittatott Spalatini György küldött levelével edgyütt M. Warbeck Vitus által. Mostan penig Németből Magyarrá fordította...
Ez a másodikként magyarra fordított lovagregény (az első a Nagy Sándor históriája, feltehetően Heltai Gáspár munkája). Fordítója, az egyébként ismeretlen Tesseni Vencel németből ültette át magyarra.

## Témája, eredete
Magelona nápolyi királyleány beleszeret Péter provinciai (provence-i) grófba. Együtt szöknek a gróf francia szülőföldje felé, útközben sok kaland és szerencsétlenség éri őket. Magelona Provinciába vetődik, Péter pedig a tengeri rablók kezéből a babiloni szultán udvarába kerül. A hű szeretők kitartása diadalmaskodik az akadályokon, a hősök végül megtalálják a boldogságot: a gróf és szerelmese Provinciában találkoznak és egybekelnek.
A Magelona-história egy középkori monda feldolgozása. A mondát egy 1480-ban megjelent francia népkönyv tette népszerűvé egész Nyugat-Európában. Provençal nyelven foglalták írásba és ennek a műfajnak egyik legjobb darabja. Németre Warbeck Vitus fordította 1527-ben, ezt a szöveget ültette át magyarra Tesseni Vencel. Mikor a magyar fordítás megjelent, külföldön már tizenkilenc német kiadása forgott kézen. 
A magyar fordító korához képest választékos nyelven írt, némi stílusérzéke is mutatkozik. Az eredeti regény a szerelmi érzés és a vágyakozás színes rajzára törekedett, de ezt a finomabb stílust a fordító nem vitte át a magyar szövegbe. A történet végét már elnagyoltan fordította, rövidítette és kivonatolta a német szöveget. 

## A fordító személye
Tesseni Vencel nevét Toldy Ferenc Tessényi Vencelnek ejtette. Szabó Károly sziléziainak tartotta a fordítót és úgy vélte, hogy Tescheni Vencel azonos azzal a Gyirva Vencellel, aki egy lőcsei nyomdász számára 1649-ben két vallásos munkát fordított németből magyarra.  
Lehetséges azonban, hogy a magyar nyelvű román nem is Tesseni Vencel fordítása, illetve fordítása nem az első. Egy feltevés szerint ugyanis a Szép Magelonát először Heltai Gáspár adta volna ki még a 16. században. Ezt erősíti, hogy a történetre Balassi Bálint egyik versében is találni utalást.
Hasonmás kiadásban újra megjelent Kolozsvárott 1911-ben.